# Hipertrofia ventricular
La hipertrofia ventricular también llamada hipertrofia cardíaca es una enfermedad que consiste en un aumento del grosor del músculo cardíaco (miocardio) que conforma la pared ventricular, tanto derecha como izquierda, secundaria a una alteración en la que el ventrículo debe esforzarse más para contraerse por tener que vencer un obstáculo como por ejemplo en la estenosis  pulmonar valvular (estrechez de la apertura de la válvula que regula el paso de la sangre hacia los pulmones).
Sola, o en combinación con la dilatación, es causa común de cardiomegalia o crecimiento anormal del corazón.

## Tipos
La hipertrofia puede ocurrir en ambos ventrículos cardíacos, pero la más común es la hipertrofia ventricular izquierda. 
La hipertrofia ventricular izquierda se presenta causada por Hipertensión arterial, estenosis o insuficiencia (valvular, supravalvular o subvalvular) aórtica, cardiopatía hipertrófica, miocardiopatía dilatada, coartación aórtica, cardiopatías congénitas como ductus arterioso persistente y comunicación interventricular.
La hipertrofia del ventrículo derecho hace parte de enfermedades como el cor pulmonale crónico, la sobrecarga ventricular derecha debida a hipertensión arterial pulmonar secundaria a cardiopatías que afectan el lado izquierdo del corazón (sobre todo a estenosis e insuficiencia), tromboembolismo pulmonar, cardiopatías congénitas como la estenosis pulmonar valvular aislada, la Tetralogía de Fallot y la comunicación interauricular.

## Fisiopatología
La hipertrofia cardíaca es caracterizada por un incremento del tamaño individual de los miocitos (células musculares) y una expansión de la matriz extracelular en respuesta a estímulos mecánicos, hemodinámicos, neurohumorales, hormonales o patológicos. Los miocitos y los fibroblastos actúan como sensores biomecánicos que expresan genes embrionarios que llevan a la hipertrofia fisiológica, la hipertrofia concéntrica, la hipertrofia excéntrica o la apoptosis. 

## Causas
La hipertrofia cardíaca se produce en respuesta a estímulos que disparan vías de señalización que activan respuestas celulares con incremento del tamaño celular, aumento de la expresión de genes embrionarios, acumulación y ensamble de proteínas contráctiles, o apoptosis. Puede deberse a múltiples causas, tan variadas que más que la cardiomegalia, es la enfermedad que la causa la que da implícitamente el pronóstico; por ejemplo si tiene fiebre reumática o hipertensión arterial.

## Diagnóstico
Se realiza a partir de los signos y síntomas (diagnóstico clínico)  y se confirma mediante imágenes diagnósticas, radiología, ecocardiografía y el electrocardiograma que indica hipertrofia ventricular izquierda si la suma de la onda S en V1 y la onda R en V5-V6 es mayor de 3,5mV. De no ser así será una hipertrofia ventricular derecha.
- Datos: Q945225